# 朝来村 (大分県)
朝来村（あさくむら）は、大分県東国東郡にあった村。現在の国東市の一部にあたる。

## 地理
国東半島の東部、安岐川支流・朝来野川流域の山間部に位置していた。
- 山岳：両子山[2]

## 歴史
- 1889年（明治22年）4月1日、町村制の施行により、東国東郡明治村、朝来村、矢川村が合併して村制施行し、朝来村が発足[1][2]。旧村名を継承した明治、朝来、矢川の3大字を編成[2]。
- 1922年（大正11年）朝来水力電気株式会社設立、字弁分に発電所建設[2]。
- 1954年（昭和29年）3月31日、東国東郡安岐町、西安岐町、南安岐村、西武蔵村、奈狩江村（一部）と合併し安岐町が存続して廃止された[1][2]。

## 産業
- 農業